# Catapagurus alcocki
Catapagurus alcocki is een tienpotigensoort uit de familie van de Paguridae. De wetenschappelijke naam van de soort is voor het eerst geldig gepubliceerd in 1998 door McLaughlin, in Hogarth et al..